# Mart Hoogkamer
Martijn (Mart) Hoogkamer (ur. 5 maja 1998 w Lejdzie) – holenderski piosenkarz. Krajową sławę zyskał w 2016 roku dzięki udziałowi w 8. edycji holenderskiego Mam Talent. Następnie podpisał kontrakt z Sony Music i wydał kilka singli, w tym jeden z Willeke Alberti.

## Kariera

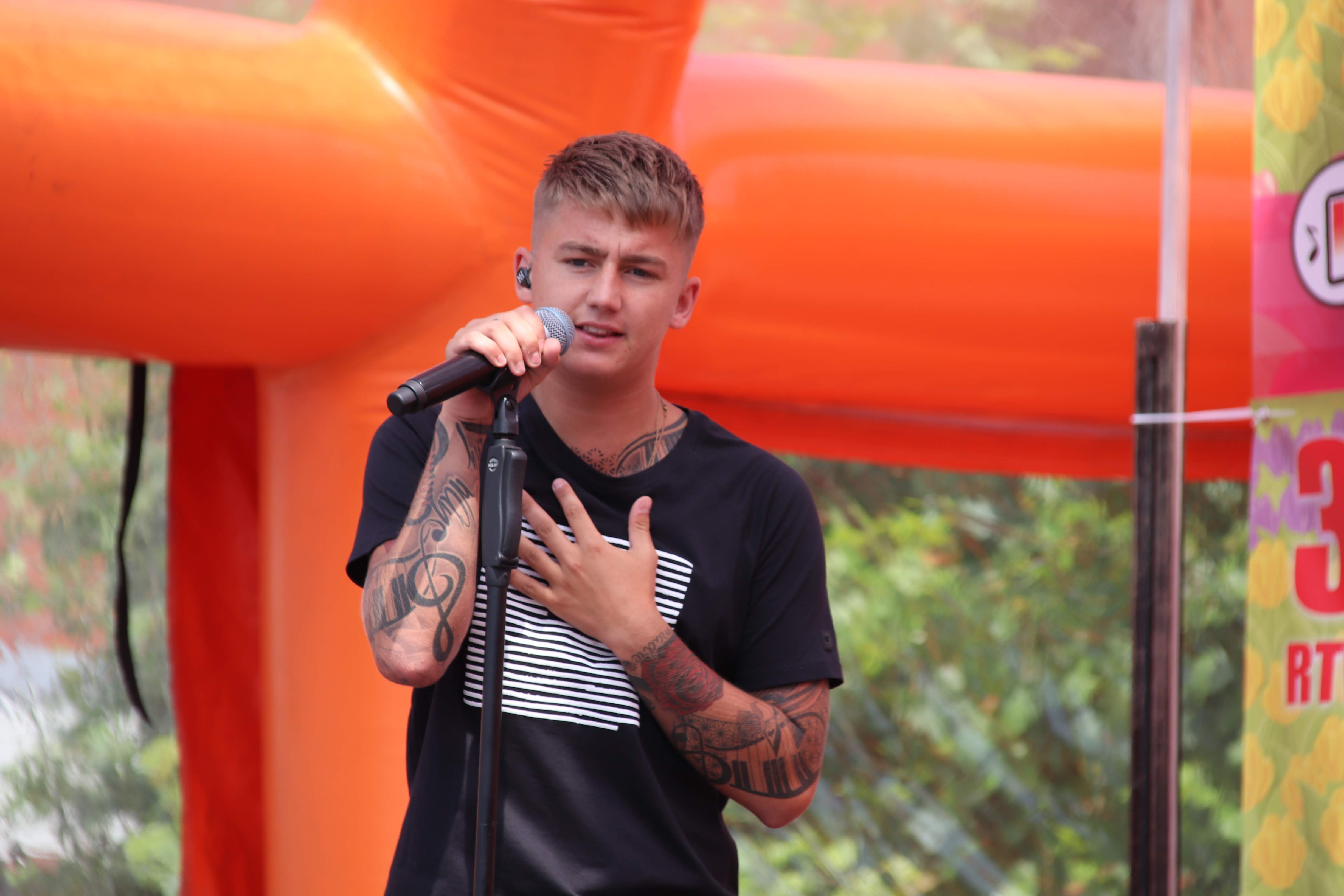
Mart Hoogkamer (2019)

Kariera wokalna Hoogkamera rozpoczęła się w 2008 roku, kiedy wziął udział w konkursie Dzieci Śpiewają z Gwiazdami, w którym zajął drugie miejsce.
W 2016 roku z sukcesem wziął udział w holenderskim programie Mam Talent. Dotarł do finału i zajął drugie miejsce, wykonując piosenkę Willy'ego Albertiego. W tym samym roku podpisał kontrakt z Sony Music. We wrześniu tego samego roku Hoogkamer i Willeke Alberti zaśpiewali razem Laugh, Little Cry. Był to hołd złożony jej ojcu, ponieważ była to ostatnia piosenka, którą Willeke i Willy nagrali razem.
Jego pierwszy singiel ukazał się 3 lutego 2017. Była to piosenka In my Dream (napisana przez Brama Koninga i Hansa Aalbersa). W tym samym roku Hoogkamera można było usłyszeć także na festiwalu Dutch Valley. Wiosną 2017 wypuszczono Lekkera levena , a następnie Als de zon een zijn geen zijn. Singiel ten spotkał się z dużym zainteresowaniem holenderskich i belgijskich stacji radiowych. Singiel Zomaar Liefde został wydany 29 marca 2018 roku. W 2018 roku brał udział w programie telewizyjnym Topper Gezocht!, którym również zajął drugie miejsce.
W sierpniu 2020 roku zyskał popularność dzięki coverowi Unchained Melody. Latem 2021 roku wydał swój pierwszy hit „I'm coming to swim”.
W kwietniu 2022 roku w Rotterdamie Ahoy odbyły się jego koncerty, transmitowane w telewizji przez AVROTROS. We wrześniu roku odbył się jego spektakl teatralny Ze śmiechem i łzą (Met een Lach en een Traan). W listopadzie był gościem podczas koncertów De Toppers w Johan Cruijff ArenA. W styczniu 2023 roku nagrał piosenkę In Spanje, cover oryginalnej piosenki De Spaans Zon autorstwa Bassiego i Adriaana. W tym samym roku miał wziąć udział w programie Best Singers, jednak za radą lekarza musiał odpocząć ze względu na wypalenie zawodowe. Ponieważ rekonwalescencja trwała dłużej niż oczekiwano, musiał odwołać występ w ostatniej chwili. W związku z tym zastąpił go Nick Schilder.
Ze względu na swój „dojrzały” głos Hoogkamer jest czasami nazywany „Willy Alberti 2.0”.

## Dyskografia

### Single
| Tytuł                     | Data publikacji     |
| ------------------------- | ------------------- |
| Lachen, beetje huilen     | 9 września 2016     |
| In mijn droom             | 2 lutego 2017       |
| Lekker leven              | 4 maja 2017         |
| Als de zon even schijnt   | 5 października 2017 |
| Zomaar verliefd           | 29 marca 2018       |
| Stappen                   | 8 czerwca 2018      |
| Voor jou                  | 2 listopada 2018    |
| Mijn liefste mama         | 4 kwietnia 2019     |
| Ik kan je niet vergeten   | 25 września 2019    |
| Ik laat je gaan           | 24 grudnia 2019     |
| Jij bent gemaakt voor mij | 20 sierpnia 2020    |

## Nagrody
- 2022: Edison w kategorii holenderskiej[13]
- 2022: Nagroda Buma NL w kategorii Najbardziej udany hit pubowy wraz z raperem Donniem[14]
- 2022: Nagroda Buma NL w kategorii Najlepszy występ na żywo[14]
- 2023: Edison w kategorii holenderskiej[15]